# Laskowec (gmina)
Laskowec (bułg.: Община Лясковец) – gmina w północnej Bułgarii, w obwodzie Wielkie Tyrnowo.

## Miejscowości
Miejscowości wchodzące w skład gminy Laskowec:
- Dobri djał (bułg.: Добри дял),
- Dragiżewo (bułg.: Драгижево),
- Dżulunica (bułg.: Джулюница),
- Laskowec (bułg.: Лясковец) – siedziba gminy,
- Kozarewec (bułg.: Козаревец),
- Merdanja (bułg.: Мерданя).